# Campeonato Europeo Sub-17 de la UEFA 2019
El Campeonato de Europa Sub-17 de la UEFA 2019 fue la décima octava edición de este torneo organizado por la UEFA (37.ª edición si también se incluyera la era Sub-16) y se realizó en Irlanda. Participaron 55 países, incluye a Irlanda (anfitriona), además de Inglaterra y Alemania, quienes se incorporaron directamente en la ronda élite por tener mejor coeficiente.

## Ronda de Clasificación
Las 55 naciones de la UEFA ingresaron a la competencia, y con la Irlanda como anfitriona clasificándose automáticamente, los otros 54 equipos compitieron en la competencia de clasificación para determinar los 15 lugares restantes en el torneo final. La competición clasificatoria constaba de dos rondas: la ronda clasificatoria, que tuvo lugar en el otoño de 2018, y la ronda de élite, que tuvo lugar en la primavera de 2019.

### Equipos clasificados
Los siguientes equipos se clasificaron para el torneo final.
Nota: Todas las estadísticas de aparición incluyen solo la era Sub-17 (desde 2002).
| Equipo          | Método de calificación | Apariciones | Última aparición        | Mejor rendimiento anterior    |
| --------------- | ---------------------- | ----------- | ----------------------- | ----------------------------- |
| Irlanda         | Sede                   | 5           | 2018 (Cuartos de final) | Cuartos de Final (2017, 2018) |
| Italia          | Ganador Grupo 1        | 9           | 2018 (Subcampeón)       | Subcampeón (2013, 2018)       |
| Austria         | Segundo Grupo 1        | 6           | 2016 (Cuartos de final) | Tercer puesto (2003)          |
| Países Bajos    | Ganador Grupo 2        | 13          | 2018 (Campeón)          | Campeón (2011, 2012, 2018)    |
| República Checa | Segundo Grupo 2        | 6           | 2015 (fase de grupos)   | Subcampeón (2006)             |
| Inglaterra      | Ganador Grupo 3        | 14          | 2018 (Semifinal)        | Campeón (2010, 2014)          |
| Islandia        | Ganador Grupo 4        | 3           | 2012 (fase de grupos)   | Fase de Grupos (2007, 2012)   |
| Alemania        | Segundo Grupo 4        | 12          | 2018 (fase de grupos)   | Campeón (2009)                |
| España          | Ganador Grupo 5        | 13          | 2018 (Cuartos de final) | Campeón (2007, 2008, 2017)    |
| Grecia          | Segundo Grupo 5        | 3           | 2015 (fase de grupos)   | Fase de Grupos (2010, 2015)   |
| Portugal        | Ganador Grupo 6        | 8           | 2018 (fase de grupos)   | Campeón (2003, 2016)          |
| Rusia           | Segundo Grupo 6        | 4           | 2015 (Semifinal)        | Campeón (2006, 2013)          |
| Bélgica         | Ganador Grupo 7        | 7           | 2018 (Semifinal)        | Semifinal (2007, 2015, 2018)  |
| Hungría         | Segundo Grupo 7        | 5           | 2017 (Cuartos de final) | Cuartos de Final (2017)       |
| Francia         | Ganador Grupo 8        | 12          | 2017 (Cuartos de final) | Campeón (2004, 2015)          |
| Suecia          | Segundo Grupo 8        | 4           | 2018 (Cuartos de final) | Semifinal (2013)              |

## Fase  de Grupos
Esta fase se celebró en Irlanda.

### Sorteo
El sorteo se realizó en, el 4 de abril de 2019 en Dublín.

### Grupo A
| Equipo          | Pts | PJ | PG | PE | PP | GF | GC | Dif |
| --------------- | --- | -- | -- | -- | -- | -- | -- | --- |
| Bélgica         | 5   | 3  | 1  | 2  | 0  | 5  | 2  | +3  |
| República Checa | 5   | 3  | 1  | 2  | 0  | 4  | 2  | +2  |
| Irlanda         | 3   | 3  | 0  | 3  | 0  | 3  | 3  | 0   |
| Grecia          | 1   | 3  | 0  | 1  | 2  | 1  | 6  | -5  |

| 3 de mayo de 2019, 12:00hs | República Checa        | 1:1 (0:0) | Bélgica        | Tolka Park, Dublín, Irlanda |                            |
|                            | - Hautekiet 53' (a.g.) | Reporte   | - 90+5' Baeten | Árbitro(s): Mykola Balakin  | Árbitro(s): Mykola Balakin |

| 3 de mayo de 2019, 19:00hs | Irlanda       | 1:1 (0:0) | Grecia            | Tallaght, Tallaght, Irlanda  |                              |
|                            | - Everitt 58' | Reporte   | - 90+6' Arsenidis | Árbitro(s): Jørgen Burchardt | Árbitro(s): Jørgen Burchardt |

| 6 de mayo de 2019, 17:00hs | Bélgica                            | 3:0 (2:0) | Grecia | City Calling Stadium, Longford, Irlanda |                                   |
|                            | - Kalulika 21' - Baeten 42', 90+1' | Reporte   |        | Árbitro(s): Farrugia Cann Trustin       | Árbitro(s): Farrugia Cann Trustin |

| 6 de mayo de 2019, 19:00hs | Irlanda           | 1:1 (0:0) | República Checa | Waterford Regional Sports Centre, Waterford, Irlanda |                            |
|                            | - Omobamidele 88' | Reporte   | - 63' Sejk      | Árbitro(s): Rade Obrenovic                           | Árbitro(s): Rade Obrenovic |

| 9 de mayo de 2019, 19:00hs | Bélgica        | 1:1 (0:0) | Irlanda        | Tallaght, Tallaght, Irlanda   |                               |
|                            | - Kalulika 65' | Reporte   | - 74' Sobowale | Árbitro(s): Krzysztof Jakubik | Árbitro(s): Krzysztof Jakubik |

| 9 de mayo de 2019, 19:00hs | Grecia | 0:2 (0:0) | República Checa       | Carlisle Grounds, Bray, Irlanda   |                                   |
|                            |        | Reporte   | - 53' Sejk - 65' Pech | Árbitro(s): Manfredas Lukjancukas | Árbitro(s): Manfredas Lukjancukas |

### Grupo B
| Equipo       | Pts | PJ | PG | PE | PP | GF | GC | Dif |
| ------------ | --- | -- | -- | -- | -- | -- | -- | --- |
| Francia      | 7   | 3  | 2  | 1  | 0  | 7  | 3  | +4  |
| Países Bajos | 6   | 3  | 2  | 0  | 1  | 7  | 4  | +3  |
| Inglaterra   | 4   | 3  | 1  | 1  | 1  | 6  | 7  | -1  |
| Suecia       | 0   | 3  | 0  | 0  | 3  | 3  | 9  | -6  |

| 3 de mayo de 2019, 17:00hs | Países Bajos                | 2:0 (2:0) | Suecia | Waterford Regional Sports Centre, Waterford, Irlanda |                               |
|                            | - Brobbey 33' - Maatsen 34' | Reporte   |        | Árbitro(s): Krzysztof Jakubik                        | Árbitro(s): Krzysztof Jakubik |

| 3 de mayo de 2019, 19:30hs | Inglaterra             | 1:1 (1:0) | Francia         | City Calling Stadium, Longford, Irlanda |                            |
|                            | - Greenwood 34' (pen.) | Reporte   | - 79' Aouchiche | Árbitro(s): Rade Obrenovic              | Árbitro(s): Rade Obrenovic |

| 6 de mayo de 2019, 15:00hs | Países Bajos                                                       | 5:2 (3:2) | Inglaterra                                 | Tolka Park, Dublín, Irlanda       |                                   |
|                            | - Brobbey 10', 58' (pen.) - Bannis 35' - Hansen 45+1' - Ünüvar 61' | Reporte   | - 7' Harwood-Bellis - 34' (pen.) Greenwood | Árbitro(s): Manfredas Lukjancukas | Árbitro(s): Manfredas Lukjancukas |

| 6 de mayo de 2019, 17:00hs | Francia                                  | 4:2 (3:2) | Suecia            | Tallaght, Tallaght, Irlanda  |                              |
|                            | - Aouchiche 22', 39', 45+2' - Rutter 80' | Reporte   | - 17', 29' Elanga | Árbitro(s): Donald Robertson | Árbitro(s): Donald Robertson |

| 9 de mayo de 2019, 16:30hs | Francia                    | 2:0 (2:0) | Países Bajos | UCD Bowl, Dublín, Irlanda  |                            |
|                            | - Aouchiche 1' - Mbuku 11' | Reporte   |              | Árbitro(s): Mykola Balakin | Árbitro(s): Mykola Balakin |

| 9 de mayo de 2019, 16:30hs | Suecia      | 1:3 (1:1) | Inglaterra                                 | Whitehall Stadium, Dublín, Irlanda |                         |
|                            | - Prica 28' | Reporte   | - 15' Greenwood - 76' Jenks - 82' Gelhardt | Árbitro(s): Espen Eskås            | Árbitro(s): Espen Eskås |

### Grupo C
| Equipo   | Pts | PJ | PG | PE | PP | GF | GC | Dif |
| -------- | --- | -- | -- | -- | -- | -- | -- | --- |
| Hungría  | 9   | 3  | 3  | 0  | 0  | 6  | 3  | +3  |
| Portugal | 6   | 3  | 2  | 0  | 1  | 6  | 4  | +2  |
| Islandia | 3   | 3  | 1  | 0  | 2  | 6  | 8  | -2  |
| Rusia    | 0   | 3  | 0  | 0  | 3  | 5  | 8  | -3  |

| 4 de mayo de 2019 14:00hs | Islandia                                                    | 3:2 (3:0) | Rusia               | Whitehall Stadium, Dublín, Irlanda |                         |
|                           | - Savinov 18' (a.g.) - Gíslason 28' - Gudjohnsen 32' (pen.) | Reporte   | - 64', 79' Golyatov | Árbitro(s): Espen Eskås            | Árbitro(s): Espen Eskås |

| 4 de mayo de 2019 19:00hs | Hungría           | 1:0 (0:0) | Portugal | UCD Bowl, Dublín, Irlanda         |                                   |
|                           | - Kosznovszky 80' | Reporte   |          | Árbitro(s): Farrugia Cann Trustin | Árbitro(s): Farrugia Cann Trustin |

| 7 de mayo de 2019 12:00hs | Islandia         | 1:2 (0:1) | Hungría                          | Whitehall Stadium, Dublín, Irlanda |                            |
|                           | - Ellertsson 48' | Reporte   | - 31' Molnár - 90' (pen.) Németh | Árbitro(s): Mykola Balakin         | Árbitro(s): Mykola Balakin |

| 7 de mayo de 2019 15:00hs | Portugal                  | 2:1 (1:0) | Rusia                  | UCD Bowl, Dublín, Irlanda     |                               |
|                           | - Batalha 16' - Sousa 50' | Reporte   | - 68' (pen.) Schetinin | Árbitro(s): Krzysztof Jakubik | Árbitro(s): Krzysztof Jakubik |

| 10 de mayo de 2019 17:00hs | Portugal                                            | 4:2 (1:1) | Islandia                           | City Calling Stadium, Longford, Irlanda |                              |
|                            | - Tavares 32' - Silva 46' - Bernardo 76' - Cruz 84' | Reporte   | - 37' Jóhannesson - 71' Ellertsson | Árbitro(s): Donald Robertson            | Árbitro(s): Donald Robertson |

| 10 de mayo de 2019 17:00hs | Rusia                           | 2:3 (1:1) | Hungría                                | Waterford Regional Sports Centre, Waterford, Irlanda |                              |
|                            | - Shapovalov 20' - Mutaliev 87' | Reporte   | - 34', 90+4' Németh - 71' (pen.) Major | Árbitro(s): Jørgen Burchardt                         | Árbitro(s): Jørgen Burchardt |

### Grupo D
| Equipo   | Pts | PJ | PG | PE | PP | GF | GC | Dif |
| -------- | --- | -- | -- | -- | -- | -- | -- | --- |
| Italia   | 9   | 3  | 3  | 0  | 0  | 9  | 3  | +6  |
| España   | 6   | 3  | 2  | 0  | 1  | 5  | 4  | +1  |
| Alemania | 3   | 2  | 1  | 0  | 2  | 4  | 5  | -1  |
| Austria  | 0   | 3  | 0  | 0  | 3  | 2  | 8  | -6  |

| 4 de mayo de 2019, 16:00hs | España                                 | 3:0 (3:0) | Austria | Carlisle Grounds, Bray, Irlanda   |                                   |
|                            | - Escobar 33' - Navarro 36' - Pino 41' | Reporte   |         | Árbitro(s): Manfredas Lukjancukas | Árbitro(s): Manfredas Lukjancukas |

| 4 de mayo de 2019, 18:30hs | Alemania    | 1:3 (1:1) | Italia                                        | Tallaght, Tallaght, Irlanda  |                              |
|                            | - Beier 15' | Reporte   | - 27' Bonfanti - 81' Esposito - 90+4' Giovane | Árbitro(s): Donald Robertson | Árbitro(s): Donald Robertson |

| 7 de mayo de 2019, 19:00hs | España              | 1:0 (0:0) | Alemania | Waterford Regional Sports Centre, Waterford, Irlanda |                         |
|                            | - Moreno 78' (pen.) | Reporte   |          | Árbitro(s): Espen Eskås                              | Árbitro(s): Espen Eskås |

| 7 de mayo de 2019, 19:00hs | Italia                             | 2:1 (1:0) | Austria     | City Calling Stadium, Longford, Irlanda |                              |
|                            | - Esposito 34' (pen.) - Panada 79' | Reporte   | - 89' Pross | Árbitro(s): Jørgen Burchardt            | Árbitro(s): Jørgen Burchardt |

| 10 de mayo de 2019, 19:00hs | Italia                                                                | 4:1 (1:1) | España        | UCD Bowl, Dublín, Irlanda  |                            |
|                             | - Colombo 22' (pen.) - Moretti 49' - Pirola 66' - Esposito 89' (pen.) | Reporte   | - 45' Soriano | Árbitro(s): Rade Obrenovic | Árbitro(s): Rade Obrenovic |

| 10 de mayo de 2019, 19:00hs | Austria       | 1:3 (1:0) | Alemania                                        | Carlisle Grounds, Bray, Irlanda   |                                   |
|                             | - Pehlivan 7' | Reporte   | - 48' Obuz - 53' (pen.) Samardzic - 67' Adeyemi | Árbitro(s): Farrugia Cann Trustin | Árbitro(s): Farrugia Cann Trustin |

## Fase Final

### Cuadro de desarrollo
|  | Cuartos de Final   | Cuartos de Final   |                    |       | Semifinal | Semifinal |  |  | Final | Final |
|  |                    |                    |                    |       |           |           |  |  |       |       |
|  | 12 de mayo de 2019 |                    |                    |       |           |           |  |  |       |       |
|  |                    |                    |                    |       |           |           |  |  |       |       |
|  | Bélgica            | 0                  |                    |       |           |           |  |  |       |       |
|  | Bélgica            | 0                  | 16 de mayo de 2019 |       |           |           |  |  |       |       |
|  | Países Bajos       | 3                  |                    |       |           |           |  |  |       |       |
|  | Países Bajos       | 3                  | Países Bajos       | 1     |           |           |  |  |       |       |
|  | 13 de mayo de 2019 |                    | Países Bajos       | 1     |           |           |  |  |       |       |
|  |                    | España             | 0                  |       |           |           |  |  |       |       |
|  | Hungría            | España             | 0                  | 1 (4) |           |           |  |  |       |       |
|  | Hungría            |                    | 19 de mayo de 2019 | 1 (4) |           |           |  |  |       |       |
|  | España (p.)        | 1 (5)              |                    |       |           |           |  |  |       |       |
|  | España (p.)        | 1 (5)              | Países Bajos       | 4     |           |           |  |  |       |       |
|  | 12 de mayo de 2019 |                    | Países Bajos       | 4     |           |           |  |  |       |       |
|  |                    | Italia             | 2                  |       |           |           |  |  |       |       |
|  | Francia            | Italia             | 2                  | 6     |           |           |  |  |       |       |
|  | Francia            | 16 de mayo de 2019 |                    | 6     |           |           |  |  |       |       |
|  | República Checa    | 1                  |                    |       |           |           |  |  |       |       |
|  | República Checa    | 1                  | Francia            | 1     |           |           |  |  |       |       |
|  | 13 de mayo de 2019 |                    | Francia            | 1     |           |           |  |  |       |       |
|  |                    | Italia             | 2                  |       |           |           |  |  |       |       |
|  | Italia             | Italia             | 2                  | 1     |           |           |  |  |       |       |
|  | Italia             |                    |                    | 1     |           |           |  |  |       |       |
|  | Portugal           | 0                  |                    |       |           |           |  |  |       |       |
|  | Portugal           | 0                  |                    |       |           |           |  |  |       |       |

|  | Play-off Mundial Sub-17 de 2019 |       |
|  |                                 |       |
|  | 16 de mayo de 2019              |       |
|  |                                 |       |
|  | Hungría (p.)                    | 1 (5) |
|  | Hungría (p.)                    | 1 (5) |
|  | Bélgica                         | 1 (4) |
|  | Bélgica                         | 1 (4) |

### Cuartos de final
| 12 de mayo de 2019, 13:00hs | Francia                                                            | 6:1 (3:0) | República Checa | Tallaght, Tallaght, Irlanda  |                              |
|                             | - Millot 30' - Aouchiche 36', 45+2', 75', 88' (pen.) - Wa Saka 80' | Reporte   | - 90+5' Ritter  | Árbitro(s): Jørgen Burchardt | Árbitro(s): Jørgen Burchardt |

| 12 de mayo de 2019, 19:00hs | Bélgica | 0:3 (0:2) | Países Bajos                                 | Carlisle Grounds, Bray, Irlanda |                            |
|                             |         | Reporte   | - 27' Hansen - 40' Salah-Eddine - 74' Hoever | Árbitro(s): Rade Obrenović      | Árbitro(s): Rade Obrenović |

| 13 de mayo de 2019, 16:30hs | Italia       | 1:0 (1:0) | Portugal | Tolka Park, Dublín, Irlanda       |                                   |
|                             | - Tongya 26' | Reporte   |          | Árbitro(s): Manfredas Lukjančukas | Árbitro(s): Manfredas Lukjančukas |

| 13 de mayo de 2019, 19:00hs | Hungría                                             | 1:1 (0:1) (4:5 p.)         | España                                          | UCD Bowl, Dublín, Irlanda         |                                   |
|                             | - Ominger 50'                                       | Reporte                    | - 11' Escobar                                   | Árbitro(s): Farrugia Cann Trustin | Árbitro(s): Farrugia Cann Trustin |
|                             |                                                     | Tiros desde el punto penal |                                                 |                                   |                                   |
|                             | - Komáromi - Major - Ominger - Posztobányi - Németh |                            | - Valera - Navarro - Gomez - Rico Pico - Moreno |                                   |                                   |

### Play-off clasificatorio a la Copa Mundial de Fútbol Sub-17 de 2019
| 16 de mayo de 2019, 12:00hs | Hungría                                         | 1:1 (0:0) (5:4 p.)         | Bélgica                                      | Tolka Park, Dublín, Irlanda   |                               |
|                             | - Komáromi 61'                                  | Reporte                    | - 56' Kalulika                               | Árbitro(s): Krzysztof Jakubik | Árbitro(s): Krzysztof Jakubik |
|                             |                                                 | Tiros desde el punto penal |                                              |                               |                               |
|                             | - Komáromi - Szalay - Molnár - Major - Zuigeber |                            | - Sardella - Nizet - de Wolf - Baeten - Doku |                               |                               |

### Semifinales
| 16 de mayo de 2019, 16:30hs | Países Bajos   | 1:0 (0:0) | España | UCD Bowl, Dublín, Irlanda    |                              |
|                             | - Taabouni 89' | Reporte   |        | Árbitro(s): Donald Robertson | Árbitro(s): Donald Robertson |

| 16 de mayo de 2019, 19:00hs | Francia      | 1:2 (1:1) | Italia                        | Tallaght, Tallaght, Irlanda |                            |
|                             | - Millot 41' | Reporte   | - 45+1' Esposito - 81' Udogie | Árbitro(s): Mykola Balakin  | Árbitro(s): Mykola Balakin |

### Final
| 19 de mayo de 2019, 16:30hs | Países Bajos                                         | 4:2 (3:0) | Italia             | Tallaght, Tallaght, Irlanda |                         |
|                             | - Hansen 20' - Bannis 37' - Maatsen 45' - Ünüvar 70' | Reporte   | - 56', 89' Colombo | Árbitro(s): Espen Eskås     | Árbitro(s): Espen Eskås |

| Bandera de los Países Bajos |
| Campeón Países Bajos        |
| 4° título                   |

## Estadísticas

### Tabla general
| Equipo | Equipo          | Pts | PJ | PG | PE | PP | GF | GC | Dif | Rend |
| ------ | --------------- | --- | -- | -- | -- | -- | -- | -- | --- | ---- |
| 1      | Países Bajos    | 15  | 6  | 5  | 0  | 1  | 15 | 6  | +9  | 83%  |
| 2      | Italia          | 15  | 6  | 5  | 0  | 1  | 14 | 8  | +6  | 83%  |
| 3      | Francia         | 10  | 5  | 3  | 1  | 1  | 14 | 6  | +8  | 67%  |
| 4      | España          | 7   | 5  | 2  | 1  | 2  | 6  | 6  | 0   | 47%  |
| 5      | Hungría         | 10  | 4  | 3  | 1  | 0  | 7  | 4  | +3  | 83%  |
| 6      | Portugal        | 6   | 4  | 2  | 0  | 2  | 6  | 5  | +1  | 50%  |
| 7      | Bélgica         | 5   | 4  | 1  | 2  | 1  | 5  | 5  | 0   | 42%  |
| 8      | República Checa | 5   | 4  | 1  | 2  | 1  | 5  | 8  | -3  | 42%  |
| 9      | Inglaterra      | 4   | 3  | 1  | 1  | 1  | 6  | 7  | -1  | 44%  |
| 10     | Irlanda         | 3   | 3  | 0  | 3  | 0  | 3  | 3  | 0   | 33%  |
| 11     | Alemania        | 3   | 3  | 1  | 0  | 2  | 4  | 5  | -1  | 33%  |
| 12     | Islandia        | 3   | 3  | 1  | 0  | 2  | 6  | 8  | -2  | 33%  |
| 13     | Grecia          | 1   | 3  | 0  | 1  | 2  | 1  | 6  | -5  | 11%  |
| 14     | Rusia           | 0   | 3  | 0  | 0  | 3  | 5  | 8  | -3  | 0%   |
| 15     | Suecia          | 0   | 3  | 0  | 0  | 3  | 3  | 9  | -6  | 0%   |
| 16     | Austria         | 0   | 3  | 0  | 0  | 3  | 2  | 8  | -6  | 0%   |

### Goleadores
| Jugador             | Selección    | Goles |
| ------------------- | ------------ | ----- |
| Adil Aouchiche      | Francia      | 9     |
| Sebastiano Esposito | Italia       | 4     |
| Thibo Baeten        | Bélgica      | 3     |
| Chris Kalulika      | Bélgica      | 3     |
| Sam Greenwood       | Inglaterra   | 3     |
| András Németh       | Hungría      | 3     |
| Lorenzo Colombo     | Italia       | 3     |
| Brian Brobbey       | Países Bajos | 3     |
| Sontje Hansen       | Países Bajos | 3     |

## Clasificados alMundial Sub-17 Brasil 2019
| Bandera de Francia    | Bandera de los Países Bajos | Bandera de Italia     | Bandera de España     | Bandera de Hungría    |
| Francia               | Países Bajos                | Italia                | España                | Hungría               |
| Clasificado: 12/05/19 | Clasificado: 12/05/19       | Clasificado: 13/05/19 | Clasificado: 13/05/19 | Clasificado: 16/05/19 |